# Palaeoses scholastica
Palaeoses scholastica är en fjärilsart som beskrevs av Turner 1922. Palaeoses scholastica ingår i släktet Palaeoses och familjen Palaeosetidae. Inga underarter finns listade i Catalogue of Life.